# Resarö
Resarö est une localité de la municipalité de Vaxholm dans le Comté de Stockholm en Suède. Elle est située sur l'île du même nom et avait 2 946 habitants en 2010. Resarö comprend le hameau de Ytterby, célèbre pour les premières découvertes de terres rares qui y furent effectuées.